# Lesley Gore

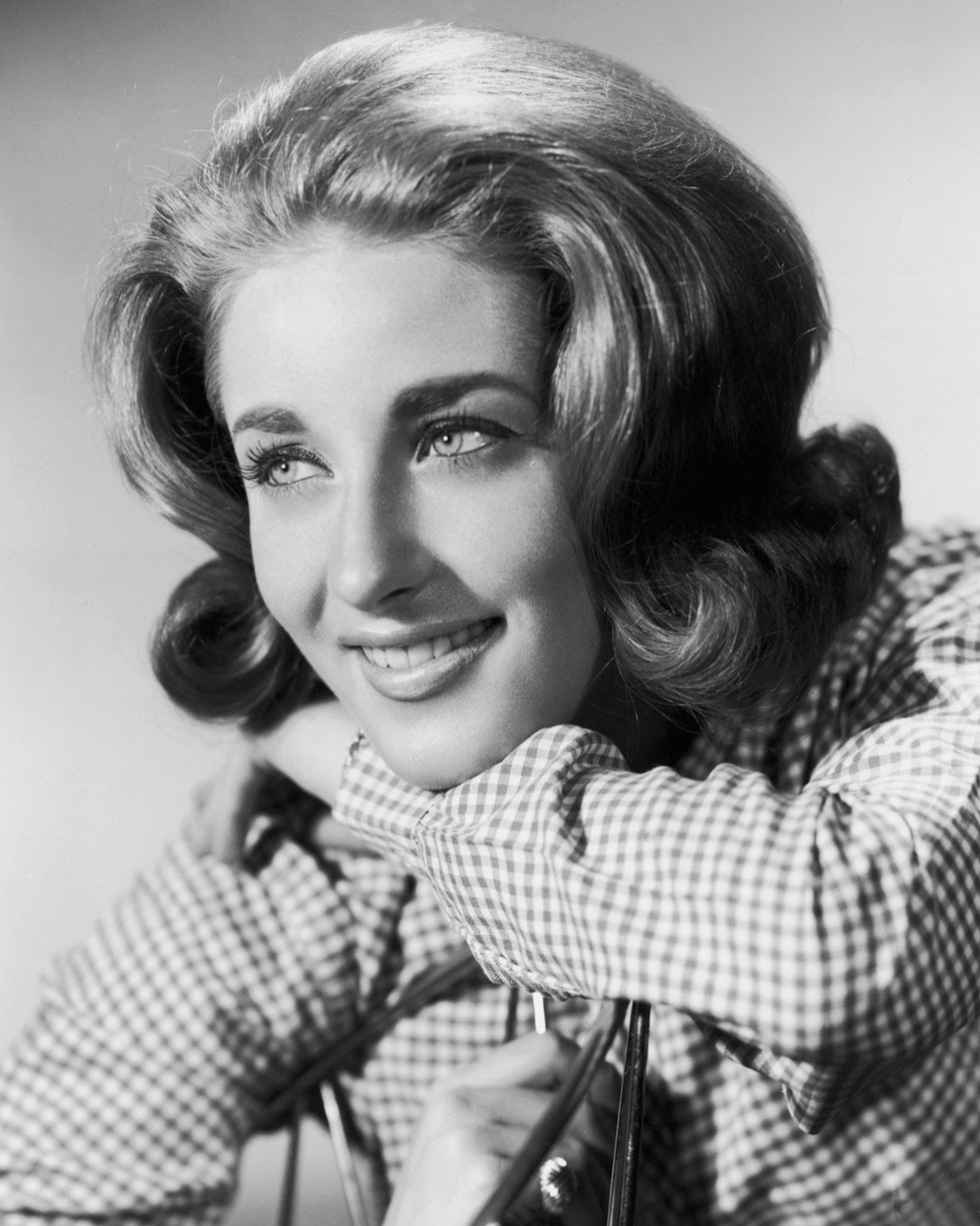
Lesley Gore

Lesley Gore (geborene Lesley Sue Goldstein; * 2. Mai 1946 in New York; † 16. Februar 2015 ebenda) war eine US-amerikanische Sängerin und Songschreiberin, die in den 1960er-Jahren mit Hits wie It’s My Party und You Don’t Own Me erfolgreich war.

## Leben

### Jugendjahre
Lesley Goldstein verbrachte ihre frühe Kindheit im New Yorker Bezirk Brooklyn. Als sie vier Jahre alt war, zogen ihre Eltern nach Tenafly im US-Staat New Jersey. Mit ihrem Bruder spielte sie zuhause zunächst intensiv Klavier, bevor sie ihre Liebe zum Gesang entdeckte. Während ihres Studiums an der Dwight School in Manhattan trat sie als Sängerin in einer siebenköpfigen Studentenband auf, die sich ihr Geld mit Auftritten in Hotels verdiente. Dort wurde Anfang 1963 der Produzent der Chicagoer Plattenfirma Mercury, Quincy Jones, auf die junge Sängerin aufmerksam. Er produzierte mit ihr eine Reihe von Probeaufnahmen, von denen vier Titel im März 1963 in den New Yorker Bell Sound Recording Studios aufgenommen wurden.

### Gesangskarriere
Unter den ersten Probeaufnahmen war auch der Titel It’s My Party. Als bei Mercury bekannt wurde, dass Philles Records den Song mit den Crystals herausbringen wollte, startete Mercury Lesley Gores Version bereits einige Tage nach den Studioaufnahmen im Rundfunk. Erst Ende April kam die Single-Pressung auf den Markt und fand schnell Aufnahme in die Billboard Hot 100. Im Juni erreichte der Titel Platz 1 und entwickelte sich zu einem Millionenerfolg. Damit begann für Lesley Gore eine erfolgreiche Gesangskarriere als Teenie-Pop-Sängerin. Noch 1963 hatte sie weitere drei Top-10-Notierungen bei Billboard, mehrfach wurde sie von verschiedenen Institutionen und Magazinen als „hoffnungsvollste weibliche Sängerin“ tituliert. Ihr zweiter großer Hit war 1964 You Don’t Own Me, ein früher „Feminismusklassiker“. Bis 1967 war sie ununterbrochen mit 19 Songs in den Hot 100 vertreten. Bis 1969 veröffentlichte Mercury 29 Singles und zehn Vinyl-Alben mit Lesley Gore, anschließend wechselte sie zur New Yorker Plattenfirma Crewe Records, wo zwischen 1970 und 1971 vier Singles produziert wurden. Danach war Gores Plattenkarriere im Wesentlichen beendet, es folgten nur noch sporadisch vereinzelte Plattenaufnahmen verschiedener Plattenfirmen. 1975 kam es noch einmal zu einer Zusammenarbeit mit ihrem ehemaligen Produzenten Quincy Jones, als das Album Immortality aufgenommen wurde.
Abgesehen von dem Titel It’s My Party, der auch in den Charts von Großbritannien (9.), Kanada (1.), Australien (1.) und Neuseeland gut platziert war, spielte Gore international keine große Rolle. Mit Maybe I Know fand sie noch einmal Einzug in die britischen Charts (20.), daneben fand sie nur noch in Kanada größere Aufmerksamkeit, wo bis 1967 14 Titel in den Hitlisten auftauchten.
In Deutschland erschienen einige Gore-Singles unter dem Label Mercury Philips in der 127er-Serie. Darunter waren auch die deutschsprachigen Platten Little, Little Liebling / Nur du ganz allein, Goodbye Tony / Musikant und Sieben Girls / Hab ich das verdient. In den deutschen Hitlisten tauchte Lesley Gore nicht auf.

### Schauspielerin und Songschreiberin
Greenway Productions/
20th Century Fox

Lesley Gore (Januar 1967)
als Pussycat

(Bitte Urheberrechte beachten)
1964 schrieb sich Gore am New Yorker Sarah Lawrence College ein, wo sie die Studiengänge Literatur und Schauspiel belegte und dort 1968 den Abschluss Bachelor of Arts erwarb. 1964 steht auch für den Beginn der Schauspielkarriere von Lesley Gore. Sie übernahm eine Rolle in dem Teenie-Film Girls on the Beach. 1967 spielte sie in zwei Episoden der Fernsehserie Batman die Rolle von Pussycat (Catwomans Sidekick) und gab ihr Theaterdebüt in dem Musical Half a Sixpence.
Auch als Songwriter machte sich Gore einen Namen. Mit dem auch von ihr gesungenen Titel My Town, My Guy, and Me hatte sie in diesem Metier 1965 ihren ersten Erfolg. Für Irene Cara schrieb sie den Text für den Titel Out Here on My Own, der bei Billboard Platz 19 erreichte und für den Oscar nominiert wurde. Zusammen mit ihrem Bruder Michael Gore schrieb sie Titel für den Film Fame, dessen Titelsong den Oscar und vorher bereits den Golden Globe Award erhielt.

### Sonstiges
Ab 1972 trat Lesley Gore verstärkt in Nightclubs auf, in den 1990er Jahren wurde sie für Oldie-Konzerte engagiert. Seit vielen Jahren in einer lesbischen Beziehung lebend, setzte sie sich 2009 in einem Interview für gleiche bürgerliche Rechte für gleichgeschlechtliche Partnerschaften ein. Mit ihrer Lebenspartnerin, der Schmuckdesignerin Lois Sasson, lebte sie seit 1983 in New York.
Mit 68 Jahren erlag Lesley Gore in einem New Yorker Krankenhaus den Folgen einer Lungenkrebserkrankung.

## Diskografie
Alben

| Jahr | Titel                                | Höchstplatzierung, Gesamtwochen, AuszeichnungChartplatzierungen (Jahr, Titel, Platzierungen, Wochen, Auszeichnungen, Anmerkungen) | Höchstplatzierung, Gesamtwochen, AuszeichnungChartplatzierungen (Jahr, Titel, Platzierungen, Wochen, Auszeichnungen, Anmerkungen) | Anmerkungen |
| Jahr | Titel                                | UK | US | Anmerkungen |
| ---- | ------------------------------------ | --- | --- | ----------- |
| 1963 | I’ll Cry If I Want To                | — | US24 (15 Wo.)US |             |
| 1963 | Lesley Gore Sings of Mixed-Up Hearts | — | US125 (8 Wo.)US |             |
| 1964 | Boys, Boys, Boys                     | — | US127 (6 Wo.)US |             |
| 1964 | Girl Talk                            | — | US146 (2 Wo.)US |             |
| 1965 | The Golden Hits of Lesley Gore       | — | US95 (24 Wo.)US |             |
| 1965 | My Town, My Guy and Me               | — | US120 (4 Wo.)US |             |
| 1967 | California Nights                    | — | US169 (5 Wo.)US |             |